# ThunderX
ThunderX ist die Produktbezeichnung für eine der ersten 64-Bit Server-CPUs basierend auf der ARM-Architektur. Er wurde von der Firma Cavium entwickelt, die erste Version der CPU wurde 2014 auf der Supercomputing Konferenz vorgestellt und konkurriert mit Intel-Xeon-Server-CPUs. Die CPU kann als System-on-a-Chip bezeichnet werden, da die Peripherie weitgehend auf der CPU mit integriert ist (Ethernet-Netzwerk-Ports, PCI-Controller, SATAv3-Controller).

## ThunderX
ThunderX basiert auf einem von Cavium selbst entwickelten ARM-Kern Die erste Version der CPU wurde ab 2014 bei TSMC in einem 28 nm Prozess gefertigt. Die CPU ist ausgestattet mit 24–48 von Cavium eigenentwickelten ARM-CPU-Kernen, die mit bis zu 2,5 GHz laufen sollen, 4 DDR4-Hauptspeicherkanälen und mehrere Ethernet 10- und 40 GBit Kanäle sind integriert. Über eine Cavium Coherent Processor Interconnect (CCPI) genannte Verbindung können 2 CPUs in einem Rechner zusammengeschaltet werden, 512 GByte Arbeitsspeicher je CPU sind möglich. Es werden Varianten optimiert für die Einsatzbereiche Network, Storage, Security und Computing, die sich in der I/O-Anbindung unterscheiden, sowie Varianten mit geringerer Kernzahl (8 / 16 / 24 / 48 Kerne), 95 Watt Energieverbrauch für eine 48-Kern-CPU sind angegeben. Von Gigabyte sind Server erhältlich.

## ThunderX2
ThunderX2 basiert auf einen Vulcan genannten ARM-Kern, der ursprünglich von Broadcom entwickelt wurde, Design und Entwicklermannschaft wurden 2016 von Cavium übernommen und bilden zusammen mit Cavium-Peripherie nun die ThunderX2-CPU.
und
Entgegen ursprünglichen Verlautbarungen, wonach ThunderX2 bis zu 54 Kerne haben sollte, werden nur Varianten mit bis zu 32 Kernen bei 2,5 GHz verkauft. Der Chip wird in einem 16 nm Prozess hergestellt, der Energieverbrauch wird zwischen 75 und 180 Watt angegeben. ThunderX2 hat 8 DDR4-Hauptspeicherkanäle mit bis zu 2 TB Hauptspeicher je CPU. und
Das Microsoft-Azure-Projekt "Olympus" nimmt ThunderX2-Maschinen als zweiten ARM-Hersteller nebst Qualcomms Centriq 2400 mit auf
Im HPC-Sektor kann die ThunderX2-CPU bereits einige Erfolge verbuchen, es existieren fertige Herstellerlösungen und installierte Systeme.
- Supercomputerhersteller mit ThunderX2-CPU-Platinen:
  - Bull Sequana Supercomputer x1310[8]
  - Cray XC50 mit ThunderX2-Einschüben
  - HPE Apollo 70[9]

- installierte Supercomputer:
  - Astra an den Sandia National Laboratories[10][11], die weltgrößte ARM-Installation mit HPEs Apollo 70 Systemen
  - Drei Versuchssysteme an 3 englischen Universitäten: Edinburgh Parallel Computing Centre (EPCC) an der The University of Edinburgh,  University of Leicester, und die University of Bristol (Isambard-System[12])[13] (HPE Apollo 70- bzw. Cray XC50 Systeme)
  - eine Bull Sequana x1310 im europäischen Montblanc-Projekt[14]